# Акбулак (Акжаикский район)
Акбула́к (каз. Ақбұлақ, до 2006 г. — Калёное) — село в Акжаикском районе Западно-Казахстанской области Казахстана. Входит в состав Аксуатского сельского округа. Код КАТО — 273235200.

## География
Село расположено в 77 км по прямой на юг от административного центра района — села Чапаев, между  автодорогой А28 "Уральск - Атырау" и правым берегом реки Урал.
Пётр Симон Паллас в «Путешествии по разным провинциям Российской Империи» в 1769 году писал, что Каленной форпост находился "при рукаве разделённого здесь островом Яика и оный рукав называется Каленной Ерик".
Главная улица Бирлик, проходящая  с севера на юг, делит село на две примерно равные части.

## Население
В 1999 году население села составляло 321 человек (165 мужчин и 156 женщин). По данным переписи 2009 года, в селе проживали 203 человека (100 мужчин и 103 женщины).

## История
В старину здесь был сторожевой пикет "Каменные орешки".
Посёлок Калёновский входил во 2-й Лбищенский военный отдел Уральского казачьего войска. С точки зрения административного деления, посёлок в разное время относился к Калмыковскому, Лбищенскому и Джамбейтинскому уездам Уральской области.
В начале XX века здесь существовали две школы и церковь
С 1899 по 1902 г. в здесь жил будущий писатель Валериан Павлович Правдухин, его отец служил священником в местной церкви. Детские воспоминания о годах, проведённых Правдухиным в Калёном, легли в основу второй и третьей частей его романа "Яик уходит в море".
В.П. Правдухин писал:

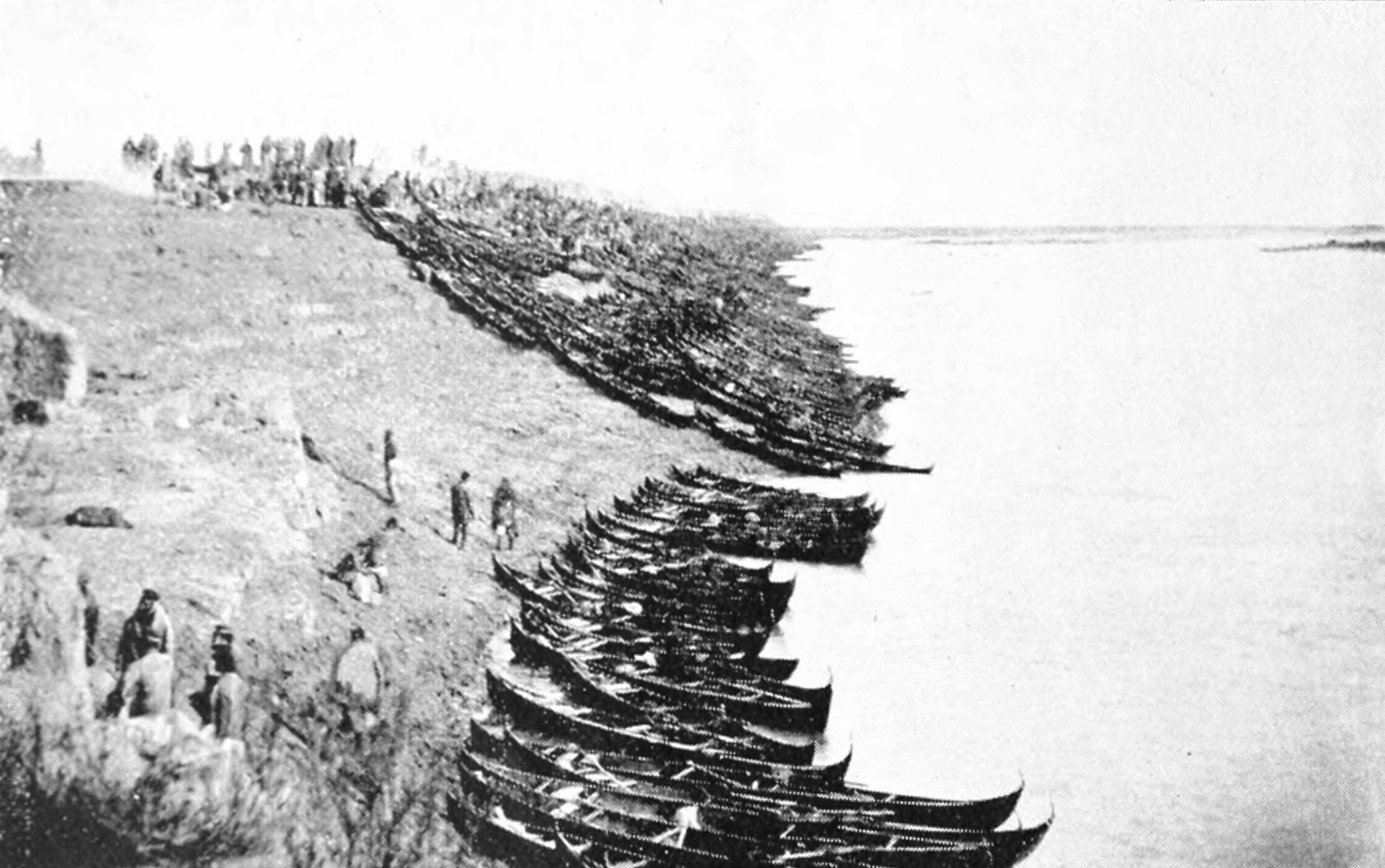
Будары в ожидании сигнала о начале осенней плавни

Калёновский посёлок широко известен по Уральской области: испокон веков отсюда начиналась осенняя плавня. Плавня давала казакам четверть годового улова рыбы: около восьми тысяч тонн....Вся область в эти дни стекалась в Калёный. До трех тысяч будар сползались в этом месте к Уралу.

Во время Гражданской войны в посёлке из имевшихся в то время более двухсот домов были разрушены 50, сожжена школа.
После Гражданской войны рядом с посёлком возник небольшой казахский хутор из десятка крошечных мазанок. Со временем "старый" Калёновский посёлок пришёл в запустение и исчез, а этот хутор вырос до размеров "нового" посёлка и теперь в нём живут казахи-скотоводы.